# Tom Lehrer
Thomas Andrew Lehrer (Nueva York, 9 de abril de 1928-Cambridge, 26 de julio de 2025) fue un cantautor estadounidense, satírico, pianista y matemático egresado de la Universidad de Harvard como magna cum laude a los 19 años y en 1948 promovido a Phi Beta Kappa.
Ha dictado conferencias sobre matemáticas y teatro musical en Wellesley College, Harvard y MIT. Asimismo en la Universidad de California en Santa Cruz.
Lehrer es conocido por las canciones que grabó en la década de los años 1950 y 1960. En esa época escribió 37 canciones que cantó en más de 100 shows convirtiéndose en una controvertida figura de culto de la canción de protesta donde satirizó cuestiones sociales y políticas de actualidad, sobre todo cuando produjo un programa de televisión.

## Biografía
Nació en el seno de una familia judía en Manhattan y estudió piano desde los siete años. Antes de asistir a la universidad Lehrer se graduó en la Escuela de Loomis Chaffee (Windsor, Connecticut). Después fue a estudiar a Harvard.
Como estudiante de la Universidad Harvard comenzó a escribir canciones cómicas para entretener a sus amigos, entre ellas "Lucha feroz, Harvard (1945)". Estas canciones se convirtieron luego en una broma referente a una de las principales revistas científicas: El Examen físico (en inglés La Revue Física).
Influenciado principalmente por el teatro musical, su estilo consistió en parodiar diversas formas de canción popular.
Inspirado por el éxito de sus interpretaciones de sus propias canciones, Lehrer consigue tener tiempo entre sus estudios para grabar un álbum (Las canciones de Tom Lehrer), que se vende por correspondencia. El álbum fue un éxito,  el interés se fue despertando de boca en boca.
Fue un pionero de la canción de protesta, sus ácidos textos versaron sobre la guerra fría, la amenaza nuclear, la contaminación ambiental, contaminación radioactiva, segregación racial, la guerra en Vietnam, el Vaticano, etc.  Inspirado en un principio por Gilbert y Sullivan (su parodia de los elementos químicos está basada en una canción de la opereta Los piratas de Penzance), fue admirador de Danny Kaye y Noel Coward, satirizo los temas más candentes de la década de los sesenta, incluso al físico Werner von Braun.
Lehrer realizó una serie de giras y grabó un segundo álbum, que tenía dos versiones, en las cuales las canciones eran las mismas, pero con una diferencia: *Más canciones de Tom Lehrer, que fue grabado en un estudio. *Una velada con Tom Lehrer, que fue grabado en un concierto en directo.
Se retiró de la escena en 1973 por "falta de interés" y regresó brevemente en 1998 para representaciones en Inglaterra, donde fue muy popular, una frente a la reina Isabel.
Entre 1969 y 1976, las adaptaciones de Nacha Guevara le dieron popularidad en el mundo de habla hispana, especialmente en Argentina con su famoso Tango masoquista y sátiras político sociales.

## Lista de canciones
- Boston (1944)

- I Got it From Agnes (1953)

- Physical Revue (1964)

- Silent E (1971)

- L-Y (1972)

- The Professor's Song (1974)

- There's a Delta for Every Epsilon (1974)

- The Derivative Song (1974)

- That's Mathematics (1993)

- Everybody Eat

- Thanksgiving

- Selling Out

- Hanukah in Santa Monica

- I Wanna Go Back to Dixie

- The Wild West is Where I Want to Be

- The Old Dope Peddler

- Fight Fiercely, Harvard

- Lobachevsky

- The Irish Ballad

- The Hunting Song

- My Home Town

- When You are Old and Grey

- The Wiener Schnitzel Waltz

- I Hold Your Hand in Mine

- Be Prepared

- Poisoning Pigeons in the Park

- Bright College Days

- A Christmas Carol

- The Elements

- Oedipus Rex

- In Old Mexico

- Clementine

- It Makes A Fellow Proud to be a Soldier

- She's My Girl

- The Masochism Tango

- We Will All Go Together When We Go

- National Brotherhood Week

- MLF Lullaby

- George Murphy

- The Folk Song Army

- Smut

- Send the Marines

- Pollution

- So Long, Mom

- Whatever Became of Hubert?

- New Math

- Who's Next?

- Alma

- Wernher Von Braun

- The Vatican Rag